# Von Trapp kinderen

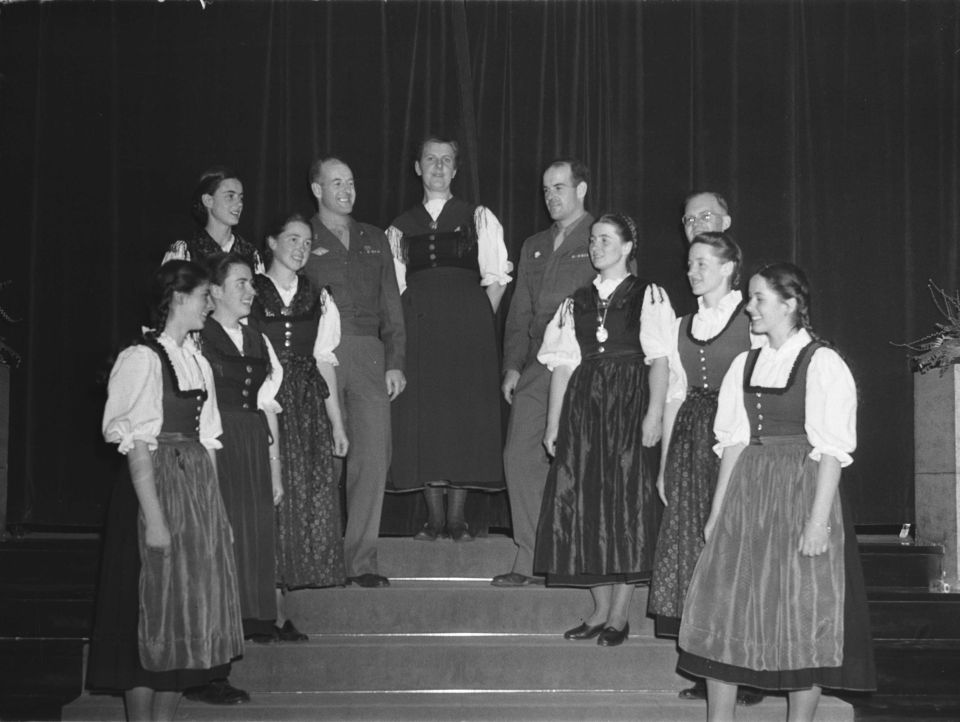
Zingende familie von Trapp in 1946

De  Von Trapp kinderen zijn de kinderen van Georg von Trapp en Agatha Whitehead. De kinderen en vader en stiefmoeder Maria von Trapp vormden samen de Zingende familie von Trapp waarop The Sound of Music (1965) werd gebaseerd.
Door financiële problemen was hun gemeenschappelijke hobby zingen plots een mogelijkheid om toch geld te verdienen. In 1938 vluchtte de familie Von Trapp, na de Oostenrijkse aansluiting bij Duitsland, naar de Verenigde Staten en begon daar een succesvolle muzikale carrière. Uiteindelijk vestigden de Von Trapps zich in Stowe.
Rupert von Trapp (Pula, 1 november 1911 - 22 februari 1992)in de film Friedrich, gespeeld door Nicholas Hammond.
Agathe Johanna Erwina Gobertina von Trapp (Pula,12 maart 1913 - 28 december 2010)in de film Liesl, gespeeld door Charmian Carr. In de film was ze de oudste.
Maria Agatha Franziska Gobertina von Trapp (Zell am See, 28 september 1914 - Stowe (Vermont), 18 februari 2014)in de film Louisa, gespeeld door Heather Menzies. Ze was de laatste overlevende van de zeven Von Trapp-kinderen uit het eerste huwelijk.
Werner von Trapp (21 december 1915 - 11 oktober 2007)in de film Kurt, gespeeld door Duane Chase.
Hedwig Maria Adolphine Gobertina von Trapp (Zell am See, 28 juli 1917 - Waitsfield, 14 september 1972)in de film Brigitta, gespeeld door Angela Cartwright.
Johanna Karoline von Trapp (Zell am See, 7 september 1919 - 25 november 1994)in de film Marta, gespeeld door Debbie Turner.
Martina von Trapp (Klosterneuburg, 17 februari 1921 - 25 februari 1951)in de film Gretl, gespeeld door Kym Karath. Ze overleed bij een keizersnede, waarbij ook haar kind doodgeboren werd.

## Biografie
Na een muziekopleiding aan het Mozarteum in Salzburg, waar hij in de dertiger jaren de cello leerde bespelen, leerde hij daarna ook componeren en arrangeren. In het familiekoor van de Von Trapps zong hij de tenorpartij. Nadat de familie was gestopt met optredens begon Werner een Community School of Music in Reading, Pennsylvania.
Werner von Trapp werd tot Amerikaans staatsburger genaturaliseerd en vocht in de Tweede Wereldoorlog voor het Amerikaanse leger. Daarna werd hij landbouwer. Uiteindelijk trok hij zich volledig terug in Waitfield, Vermont waar hij thuis overleed op 91-jarige leeftijd.
Hij leefde 58 jaar samen met zijn vrouw Erika Klambauer von Trapp, met wie hij in 1948 trouwde, en was grootvader van Sofia, Melanie, Amanda en Justin, die zich in de huidige samenstelling van de zingende Trappfamilie, de "Trappkinderen" noemen.

## Boeken over de familie Von Trapp
- William Anderson, The World of the Trapp Family, ISBN 1-890757-00-4
- Georg von Trapp, To the Last Salute: Memories of an Austrian U-Boat Commander, ISBN 0-8032-4667-6
- Maria Augusta von Trapp, The Story of the Trapp Family Singers: The Story that Inspired 'The Sound of Music'
- Agathe von Trapp, Memories Before and After 'The Sound of Music'